# نائل (اسم)
نائل هو اسم علم مذكر من أصل عربي، ومعناه هو العطاء والسخاء.

## شخصيات تحمل الاسم
- نائل البرغوثي
- نائل الشافعي (23 يونيو 1959 – )
- نائل الطوخي

## وصلات خارجية
- موسوعة السلطان قابوس لأسماء العرب